# 埃勒代尔区
埃勒代爾區是索馬利亞的一個區，位於該國中部的加勒古杜德州。

## 外部鏈結
- 埃勒代爾在Google地圖上的位置